# Geijsteren
Geijsteren (ook: Geysteren, Noord-Limburgs: Geistere) is een dorpskern in de Nederlandse gemeente Venray, gelegen langs de Maas in het noorden van Limburg, grenzend aan de provincie Noord-Brabant. Tot 1969 was het deel van de voormalige gemeente Wanssum, daarna van de voormalige gemeente Meerlo-Wanssum. Sinds 2010 hoort het bij de gemeente Venray.
Geijsteren telde op 1 januari 2023 405 inwoners, verdeeld over 175 woningen.

## Geschiedenis
Geijsteren behoorde eerst aan de Heren Van Cuijk, die uiteindelijk hun hele gebied aan de graven van Gelre verkochten. In 1236 wordt een Arnoldus van Gesserne als heer van Geijsteren genoemd. Vermoedelijk was hij de eerste aangestelde heer namens de graaf van Gelre, waarna hij door zijn familieleden werd opgevolgd. Het dorp zelf wordt voor het eerst in 1251 in een oorkonde genoemd. Met de rest van het huidige Noord-Limburg hoorde het immers bij het Overkwartier van Gelre (ook genoemd Opper-Gelre). Het was een eigen heerlijkheid die vanaf circa 1350 tot in de 16e eeuw behoorde aan de familie Van Broeckhuysen, daarna aan de families Van Harff, Van Eyll en Schellaert van Obbendorf. Ten slotte kwamen de gronden (na het afschaffen van de heerlijke rechten) in 1804 aan de baronale familie De Weichs de Wenne, die het landgoed en de ruïne nog bezitten. Het heeft overigens twee heren gehad van 1451 tot 1592 door erfeniskwesties. Omdat het een eigen heerlijkheid was, bezat het een schepenbank. Tijdens de Spaanse Successieoorlog werd het gebied in 1703 door Pruisische troepen bezet, en zo bleef het als deel van Pruisisch Opper-Gelre ongeveer een eeuw lang Duits. In 1794 werd het gebied door de Fransen veroverd. In 1798 werden de heerlijke rechten en schepenbanken door de Fransen afgeschaft en vervangen door andere bestuursvormen. Bij de totstandkoming van het Koninkrijk der Nederlanden (2 december 1813) werd Geijsteren hiervan onderdeel. Bij de Belgische onafhankelijkheidsstrijd (1830) koos dit gebied echter voor aansluiting met België en kwam het via het vredesverdrag van Londen in 1839 bij de Duitse Bond, waar in 1866 uit werd gestapt. Sinds die tijd is Geijsteren definitief in Nederland gelegen.

## Voormalig Gemeentewapen
De schepenbank had in ieder geval vanaf 1651 een wapen met de Heilige Willibrordus, die in zijn rechterhand een kerk met twee torens draagt en in zijn linkerhand een staf houdt. Het randschrift is Sigillum Scabinorum in Geisteren.

## Bezienswaardigheden
- De ruïne van het in 1944 verwoeste Kasteel Geijsteren -daterend uit begin 1200- werd in de jaren omstreeks 2010 geconserveerd om deze voor verder verval te behoeden. De ruïne werd in 2012 heropend.
- De Sint-Willibrorduskapel is een bedevaartsoord en stamt uit de 16e eeuw. De locatie was echter al lang voor de bouw van deze kapel een bedevaartsoord.
- De Sint-Annakapel uit 1698
- De Onze-Lieve-Vrouw-van-Heimwee-en-Verlangenkapel
- De Mariakapel of Bongaertskapel.
- De Sint-Willibrorduskerk, uit 1949.
- In het centrum zijn de boerderijen Grote Spiekert, Kleine Spiekert en Lindenhof rijksmonumenten.
- De Holtmeulen, op de Oostrumse Beek
- De Rosmolen, op de Oostrumse Beek, bevindt zich te Oostrum

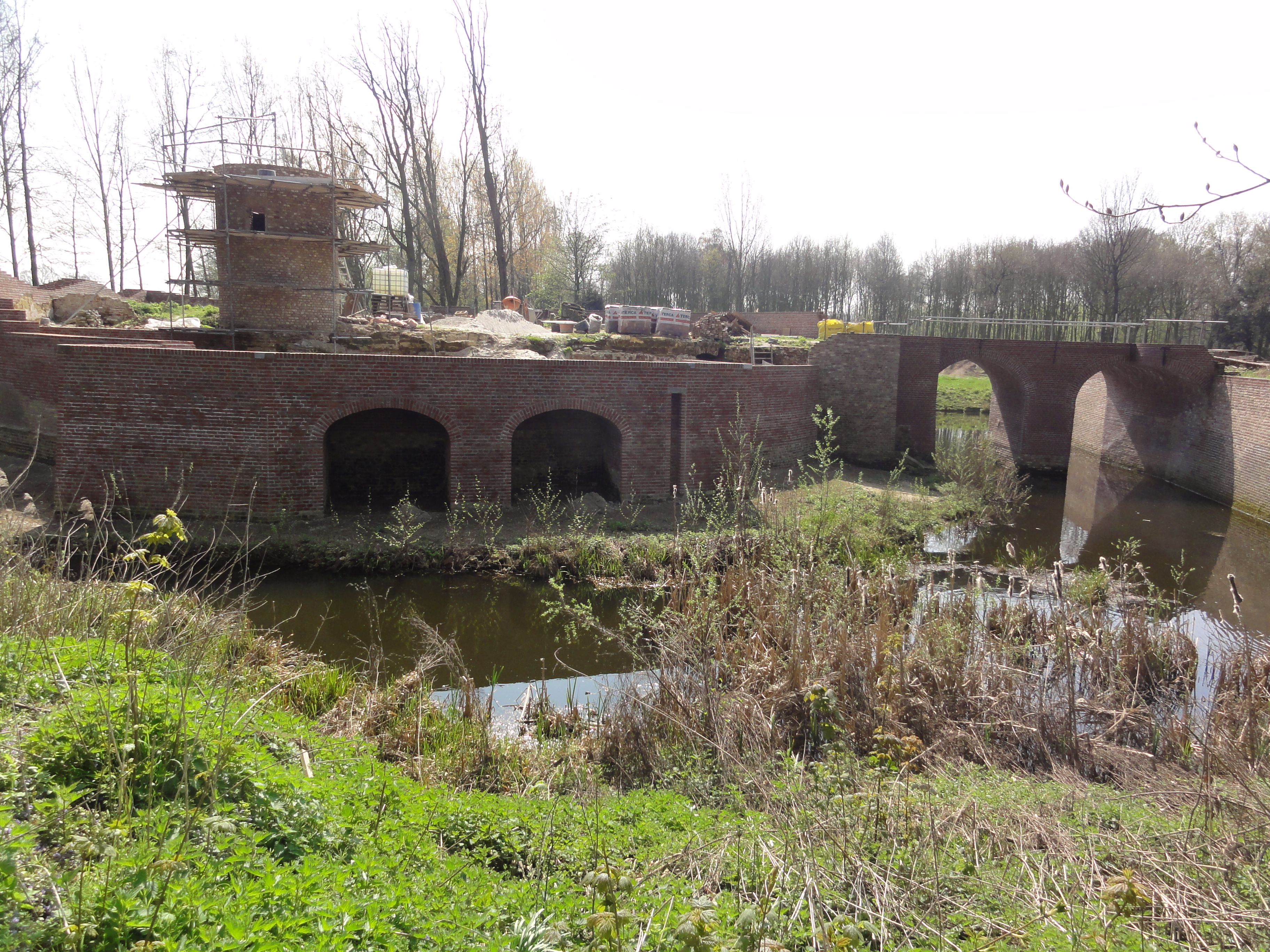
Kasteel Geijsteren in restauratie, 2011
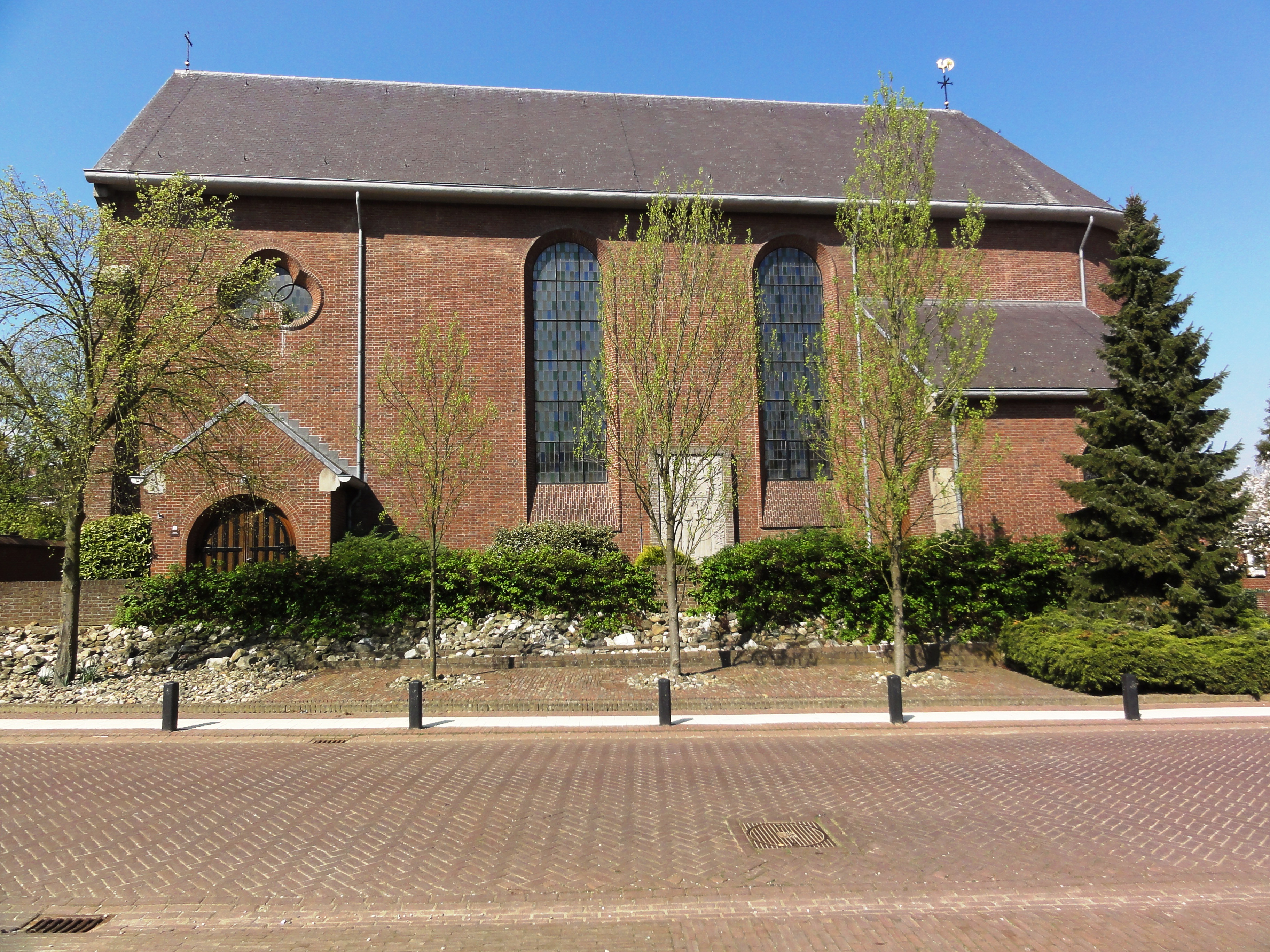
St.Willibrorduskerk
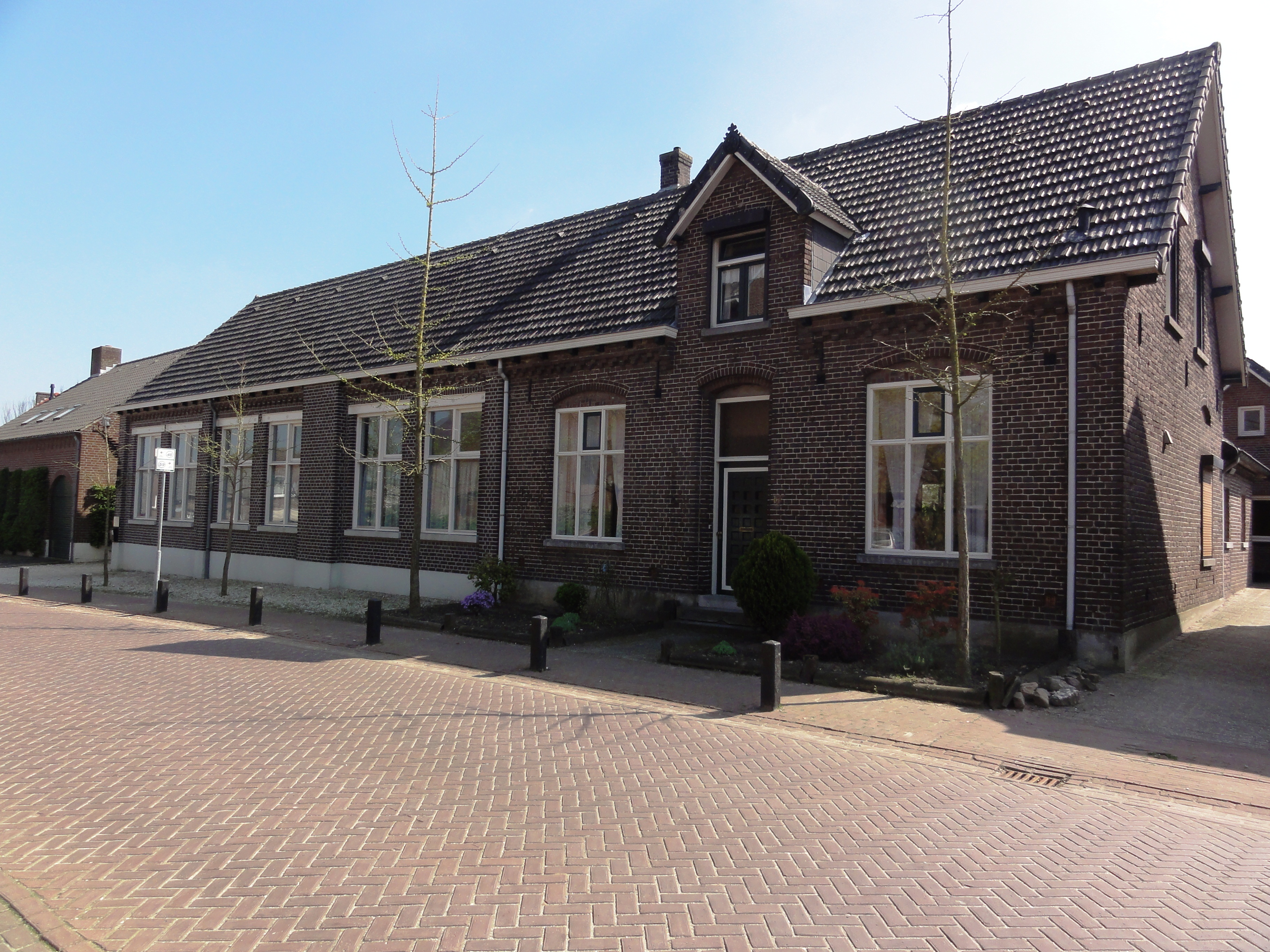
Alde schôl (1914), voorm. school, sinds 1960 gemeenschapshuis
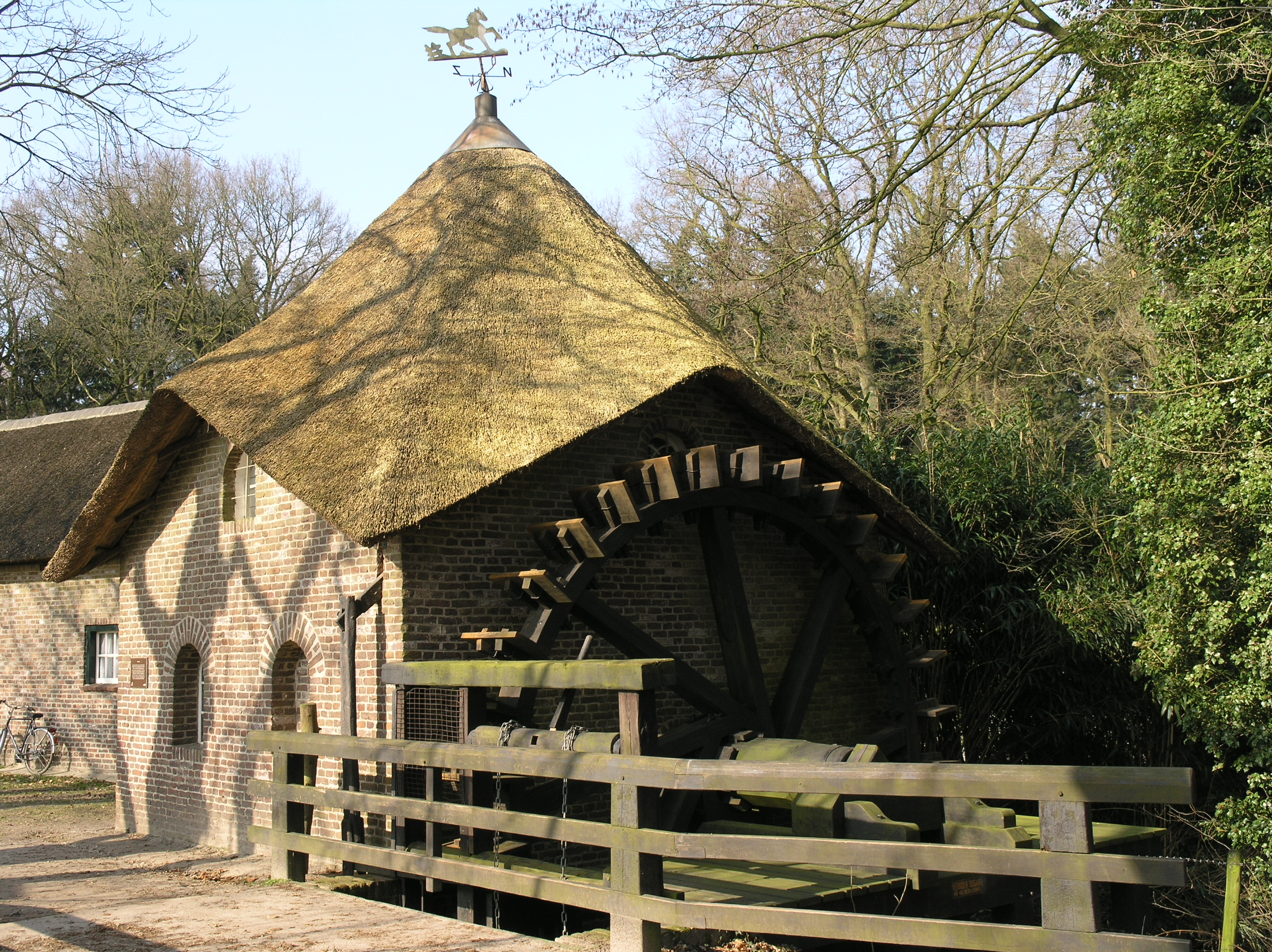
De Rosmolen aan de Oostrumse beek
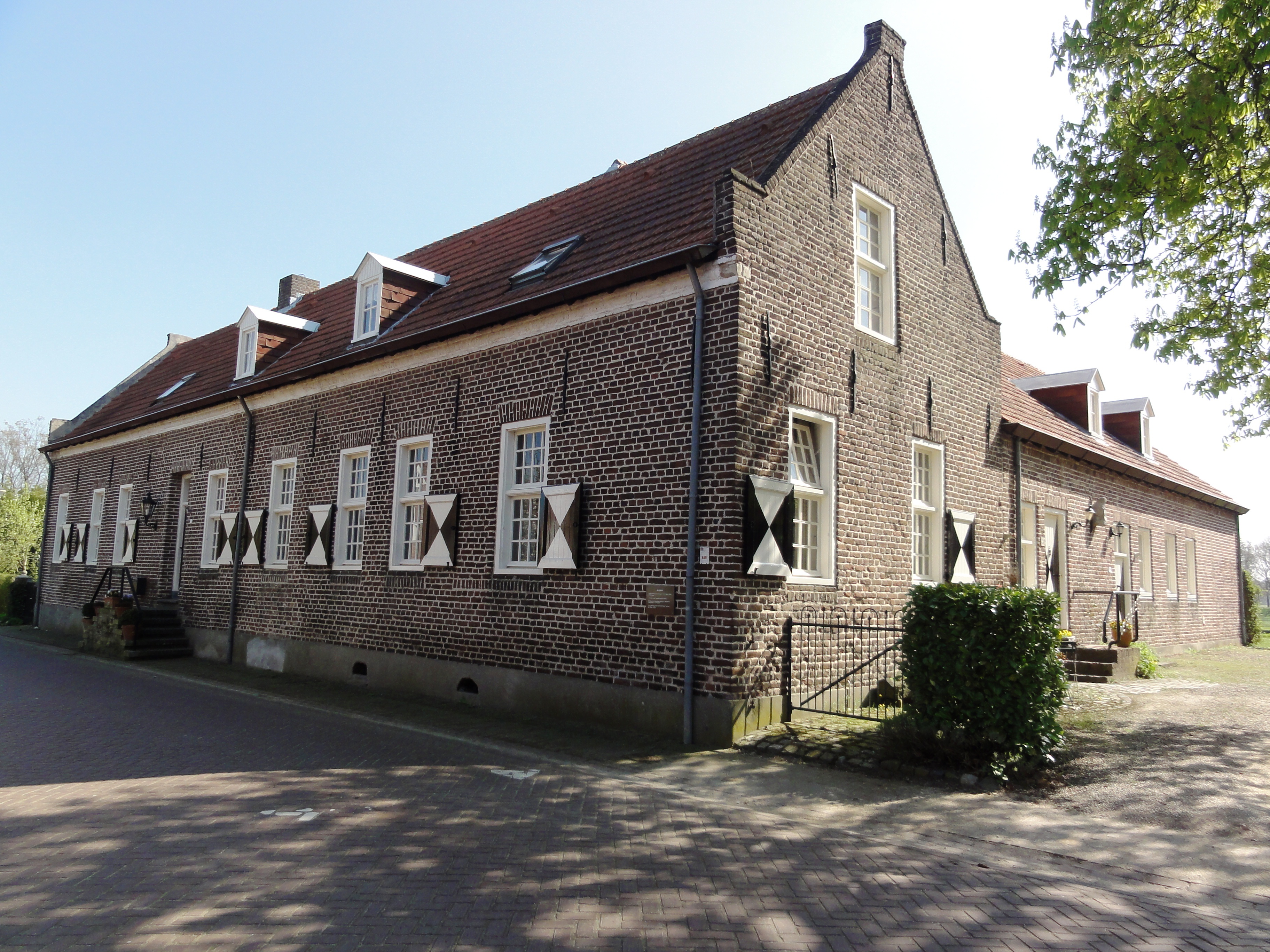
De Grote Spiekert
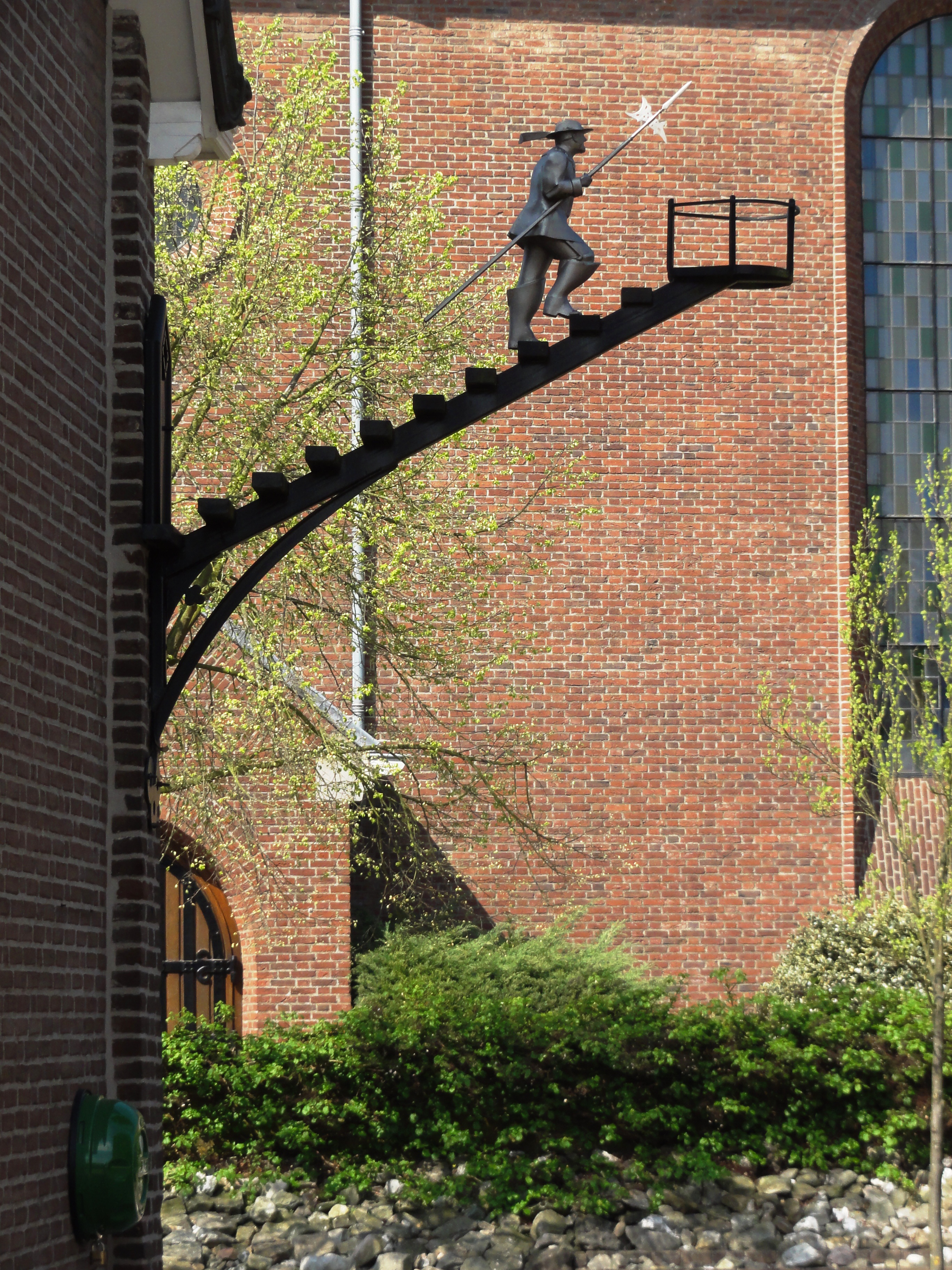
Sculptuur De Gildebroeder, door kunstmanifestatie Geysteren, ca 1996
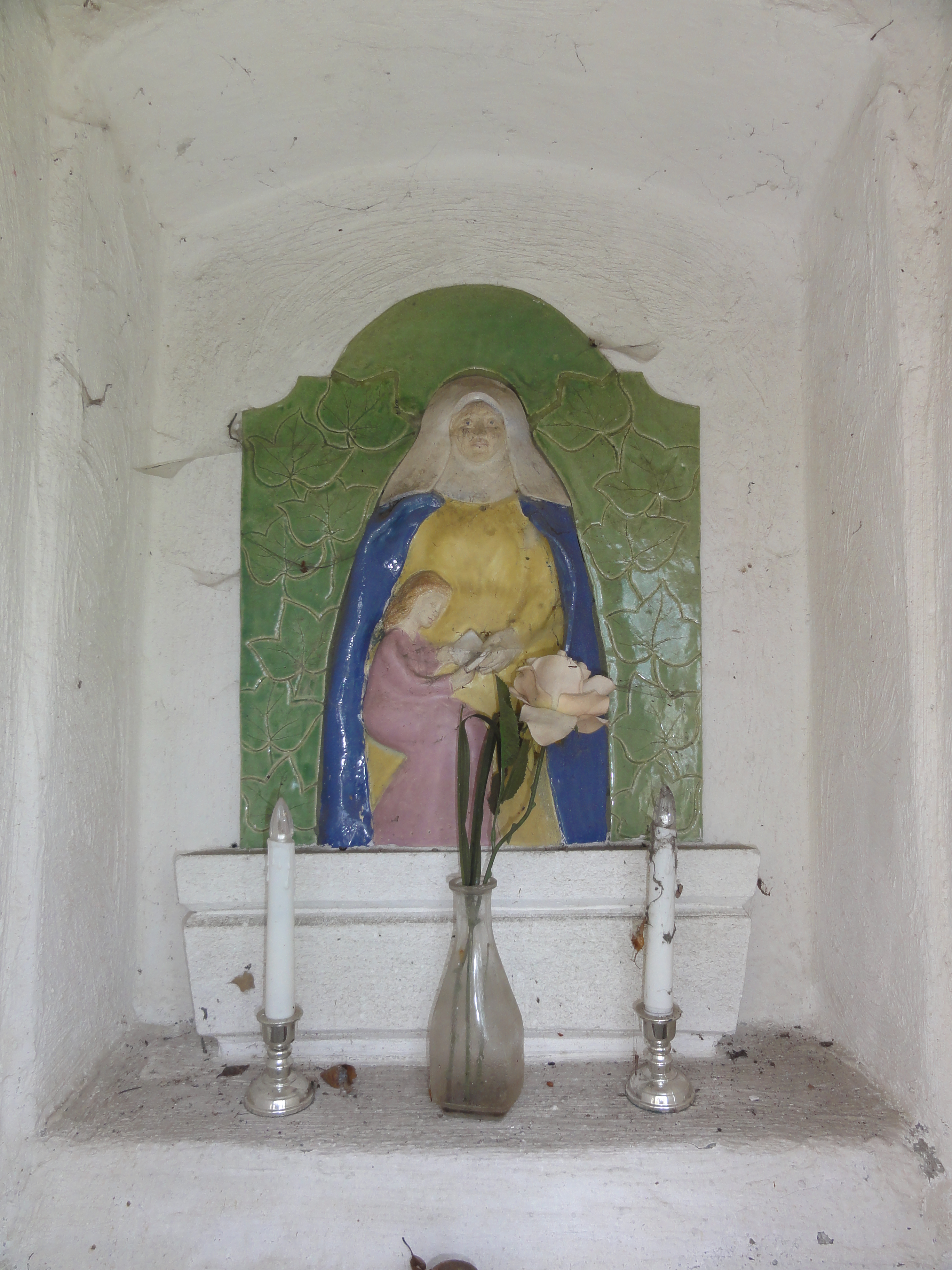
St.Annakapelletje, beeldje St.Anna-ten-drieën

## Natuur en landschap
Geysteren ligt nabij de Maas, op een hoogte van ongeveer 17 meter. Ten westen van Geijsteren ligt het zeer grote Landgoed Geijsteren en daar weer ten westen van de Boshuizerbergen. Het gaat hier om voormalig stuifzand, naaldbos en heide. Waterlopen zijn de Oostrumse Beek, de Geijsterense Molenbeek, en de Nieuwlandse Sloot.

## Golfclub
Buiten Geijsteren ligt de Golf & Countryclub Geijsteren.

## Voorzieningen
Geijsteren telt enkele kleine campings en een restaurant (hoeve De Boogaard). In het centrum is een eetcafé Het Trefpunt genaamd.

## Nabijgelegen kernen
Maashees, Oostrum, Wanssum
Blitterswijck · Castenray · Geijsteren · Heide · Leunen · Merselo · Oirlo · Oostrum · Smakt · Venray · Veulen · Vredepeel · Wanssum · Ysselsteyn

Buurtschap: Beek · Boddenbroek · Boshuijzen · Brabander · Endepoel · Haag · Hoogriebroek · Kleindorp · Klein-Oirlo · Laagriebroek · Loobeek · Molenhoek · de Nachtegaal · Overbroek · Scheide · Schoor · Weverslo · Zandhoek

Limburg: Steden en dorpen      Nederland: Provincies · Gemeenten